# Call of Duty: Modern Warfare 3
Call of Duty: Modern Warfare 3 (сокращается до Modern Warfare 3, COD: MW3 и MW3) — компьютерная игра в жанре шутера от первого лица, сиквел Call of Duty: Modern Warfare 2, восьмая игра в серии Call of Duty. Разработана компанией Infinity Ward совместно со студиями Sledgehammer Games и Raven Software, издателем игры выступила Activision. Разработкой версии игры для консоли Nintendo DS занималась студия n-Space, версии для Wii — Treyarch, версия для Mac — Aspyr Media (вышла во второй половине мая 2014 года).
Игра поступила в продажу 8 ноября 2011 года на всех платформах.
Третий год подряд игра серии Call of Duty установила мировой рекорд продаж в игровой сфере: за 24 часа было продано более 6,5 млн копий игры.
Третья часть серии игры Modern Warfare посвящена завершению Третьей мировой войны, которую развязали Шепард и Владимир Макаров. Игрок выступает в роли бойцов различных мировых подразделений, ликвидируя важных сообщников Макарова и помогая Соединённым Штатам одержать верх в борьбе с Владимиром Макаровым и его сообщниками.
Игра активно поддерживалась студией-разработчиком: неоднократно выпускались обновления с исправлением ошибок и недоработок, дополнительно выпущено четыре коллекции-дополнения с новыми картами, режимами, и спецоперациями. Новый режим Spec Ops со специальными заданиями позволяет играть в кооперативном режиме на локациях вселенной Modern Warfare. Имеется режим игры на многопользовательских картах Call of Duty: Modern Warfare 3 с ботами, где игрок (один или с напарником) пользуется магазинами и отражает волны врагов, каждая из которых сильнее предыдущих.

## Игровой процесс
Игровой процесс «Call of Duty: Modern Warfare 3» стандартен для линейных шутеров от первого лица. В каждом уровне у игрока есть глобальное задание, завершением которого заканчивается уровень. По мере прохождения уровня игрок выполняет мелкие задания, иногда у него даже есть свобода выбора, которая никак не влияет на исход игры. Так, игру можно проходить скрытно, а можно по стандарту уничтожать всех противников, что иногда довольно сложно. Игроку доступно два слота для оружия, содержимое которых он может менять при подборе нового вооружения. Также имеется четыре слота под осколочные гранаты и четыре — под светошумовые. Иногда персонаж использует дополнительное снаряжение, недоступное в обычных условиях.
Игровой процесс построен на связи интро между уровнями, кульминационными моментами в виде видеовставок и стандартными для шутеров перестрелками. Из этого следует, что игру можно назвать интерактивным боевиком. Искусственный интеллект не особо умён, преобладает за счёт количества и наносимого урона, в зависимости от выбранного игроком уровня сложности. Как правило, уровень начинается и завершается видеовставкой.
Персонаж имеет шкалу здоровья, которая повышается при отдыхе от боевых действий. При получении урона экран краснеет, а при смерти персонажа становится расплывчатым, а затем экран темнеет. Стандартная система аптечек была убрана ещё в «Call of Duty 2», что сделало игру менее хардкорной и более кинематографичной. Напарники игрока, напротив, бессмертны и умирают только при нарушении сюжета, например, выходе игрока из скрытности.
Игроку доступен широкий спектр оружия и оборудования, которое он может находить в специальных местах и подбирать у убитых противников. При нахождении аналогичного оружия игрок пополняет количество патронов. Вооружение уникально для каждого уровня, а некоторое встречается в единичном экземпляре. Оружие варьируется в зависимости от рода войск противника и географического расположения уровня. К слову, в начале уровня указывается его название, точное расположение локации, время с точностью до секунд, имя и подразделение главного героя. Игровых персонажей в игре несколько — Дерек «Фрост» Вестбрук, Джон Прайс, Юрий, Андрей Харков, Маркус Бёрнс, оператор АС-130, мистер Робинсон.
Впервые геймплей однопользовательской игры Call of Duty: Modern Warfare 3 продемонстрирован 6 июня 2011 года на выставке E3 в Лос-Анджелесе. На презентации Microsoft ведущий менеджер по связи с общественностью студии Infinity Ward Роберт Боулинг (англ. Robert Bowling) прошёл часть миссии под названием Hunter Killer из одиночной кампании, сразу же запись была выложена на сайт GameTrailers, транслировавшая все презентации выставки.
Чуть позже Роберт Боулинг показал фрагмент ещё одной миссии под названием Black Tuesday, запись демонстрации также доступна на сайте GameTrailers.
На следующий день Боулинг отметил, что для него было потрясающе демонстрировать игру перед такой фигурой, как Стивен Спилберг, который присутствовал на презентации.

### Оружие в игре
В «Call of Duty: Modern Warfare 3» имеется большой арсенал оружия из разных уголков мира. Значительную часть из них можно укомплектовывать дополнительным модулем, либо двумя, если игрок выбрал умение «Модули». Среди модулей встречаются глушитель, оптический, коллиматорный, голографический, ACOG, гибридный и тепловой прицелы, подствольный гранатомёт и дробовик, увеличенный магазин, тактическая рукоятка, скорострельность и другие. Установка модулей имеет как свои плюсы, так и свои минусы. Так, глушитель позволяет вести скрытную стрельбу, но уменьшает дальность.

### Многопользовательская игра

#### Нововведения и описание
Многопользовательский геймплей практически не изменился по сравнению с Call of Duty: Modern Warfare 2, доработки, внесённые в игру, большей частью касаются удобств и соблюдения баланса в игре:
- у оружия появилась своя собственная прокачка уровней и наборы умений;
- появление ударных комплектов — наград за серии убийств, которые поделены на три ветви: штурмовик, поддержка и специалист;
- появление абсолютно новых перков и серий смертей с новыми возможностями, среди которых такие представители как «Сталкер» (Stalker), «Разведчик» (Recon) или «Экспансивные пули» (Hollow Points);
- введены новые модули оружия, среди которых гибридный прицел и прицел переменной кратности;
- добавлено новое летальное и тактическое снаряжение: прыгающая мина, скремблер, ЭМИ-граната, портативный радар и устройство для защиты от снарядов и гранат;
- при выходе командира отряда из лобби за ним выходит весь отряд, раньше каждому игроку необходимо было выходить из лобби и заново входить в отряд самостоятельно;
- отряд не распадается, если командир выходит из лобби, новый командир назначается игрой автоматически;
- в игре при наличии нескольких наград за серии убийств появилась возможность выбирать какую награду использовать первой, а какую следующей;
- перк «Стервятник» (Scavenger) больше не пополняет запасы гранат (и клейморов, которых теперь в арсенале всего 1 штука, а не 2, как было раньше) и снарядов для гранатомётов, PRO- версия перка «Марафон» (Extreme Conditioning) делает быстрый бег более продолжительным, а не бесконечным, как это было в прошлой версии игры;
- карты для многопользовательской игры по размеру меньше чем карты из прошлой версии, что объясняется желанием разработчиков сфокусироваться на бое игроков против других игроков, а не на бое между различными наградами за серии убийств (например, убрана награда вызова Harrier, который мог сбивать вертолёты, являющиеся наградами за более длинную серию убийств).

#### Награды за серии убийств
До официального анонса мультиплеера в сеть несколько раз попадала предположительная информация о наградах за серии убийств, официально все утечки были названы спекуляцией, отдельно официально заявлено, что в игру не вернётся награда Tactical Nuke (Ядерный удар), использование которой досрочно заканчивает игру победой команды, в которой состоит игрок, использовавший эту награду. В конце июня 2011 года официально заявлено, что студия полностью пересмотрела сущность системы наград за серии убийств — это будет что-то новое, чего игроки не видели ни в одной из предыдущих игр серии Call of Duty.
После официального анонса стало известно, что награды в Call of Duty: Modern Warfare 3 делятся на 3 группы (Нападение, Поддержка, Специалист), которые зависят от стиля игры и задач режима многопользовательской игры. В зависимости от своего стиля игрок может выбрать награды, которые он хочет использовать. Изменены и условия получения наград, теперь они даются не за убийства, а за очки, которые можно получить как за убийства игроков из команды соперника, так и за выполнение различных заданий, например, захват флага или защита бомбы. На текущий момент известны составы первых двух наборов.
20 октября 2011 года выложен официальный ролик с объяснением принципов формирования групп наград за убийства.

#### Магазин престижа
Магазин престижа даёт возможность получить дополнительные бонусы после получения нового престижа. В предыдущих играх серии игроки часто прокачивались до максимального уровня в первом престиже и не переходили в следующий, так как кроме другой эмблемы напротив ника игрока и дополнительного слота для класса этот переход ничего не давал. Теперь же игроки поощряются при принятии решения перейти на следующий уровень престижа. В наградах для таких игроков доступно:
- дополнительный слот для класса игрока;
- сброс всей статистики игрока[22];
- двойные XP для игрока на 2 часа игры;
- двойные XP для выбранного оружия на 2 часа игры;
- дополнительные звания и эмблемы — всего три: для новичков, мастеров и ветеранов;
- возможность сохранить одно оружие на выбор в следующем престиже (раньше при переходе на следующий престиж всё оружие приходилось открывать заново)[23].

Оплата производится жетонами. При получении нового престижа игрок получает 1 жетон, а также соответствующие эмблему и награду. Один лот стоит один жетон. Кроме того, есть ограничения на покупку — набор мастера — 5 уровень, набор ветерана — 10, сброс статистики — 20.
Принцип, по которому работает Prestige Shop, следующий: если в одной из предыдущих игр серии игрок уходил в престиж, то за каждую такую игру он получает один жетон. В итоге максимальное количество жетонов, которое можно получить начиная игру, равно 4 (по одному жетону за каждую из игр: «Call of Duty 4: Modern Warfare», «Call of Duty: World at War», «Call of Duty: Modern Warfare 2» и «Call of Duty: Black Ops»). Переходя в престиж в «Call of Duty: Modern Warfare 3» игрок получает 1 жетон, таким образом максимальное количество жетонов, которое можно получить только в этой игре, равно 20 (20 престижей по 80 уровней в каждом).

### Спецоперации
В игре доступен кооперативный режим «Спецоперации» (англ. Special Ops), который отличается от одноимённого режима, представленного в «Call of Duty: Modern Warfare 2», и состоящий из набора миссий для совместного прохождения. Отличие состоит в том, что в Spec Ops присутствует как набор миссий для совместного прохождения, как это было в «Call of Duty: Modern Warfare 2», так и режим выживания, который схож с режимом Nazi Zombies из игр «Call of Duty: World at War» и «Call of Duty: Black Ops» (Роберт Боулинг неоднократно подчёркивал, что режима борьбы с зомби в игре не будет) — игрокам предстоит совместно обороняться от наступающих на них волн врагов. С каждой отбитой волной враги становятся сильнее, появляются новые типы противников. Неофициальная информация о данном режиме впервые попала в сеть 13 мая 2011 года.
Официально анонсирован 27 мая 2011 года. Впервые геймплей продемонстрирован 14 июня 2011 года в шоу Джимми Фэллона «Субботним вечером в прямом эфире» при участии Саймона Пегга в качестве специального гостя. В Spec Ops возможно играть как по сети, так и в режиме Split screen.
Первый официальный трейлер, состоящий из нарезок различных игр в режиме «Спецоперации», выложен на официальный сайт игры 9 августа 2011 года.
На выставке GamesCom, на которой впервые посетителям была предоставлена возможность самим поиграть в игру в режиме Spec Ops, очередь из желающих попробовать игру в действии была настолько длинной, что люди ждали своей очереди по 3 часа.
До выхода игры в продажу рекордом выживания в режиме Spec Ops был 28 уровень.
4 октября 2011 года в сеть выложен ролик с прохождением нескольких уровней в режиме Spec Ops на карте в Париже.
Играя в режим Spec Ops, игрок набирает очки для прокачки до более высокого уровня, чтобы покупать лучшее оружие и снаряжение. Максимальный уровень — 50-й. Уровень и очки опыта, полученные в режиме Spec Ops, не пересекаются с уровнем и опытом, заработанным в многопользовательских играх. Чем выше уровень игрока — тем больше оружия, модулей для оружия и вспомогательных приспособлений можно купить. Как и в Modern Warfare 2, в режиме используются карты из одиночной игры (а в режиме Выживание — из многопользовательской).
Весь набор из 16 многопользовательских карт, поставляемых с игрой по умолчанию, для режима Выживание разбит на 4 группы: от самых лёгких карт до самых сложных. В зависимости от сложности игрок начинает игру с различным оружием, чем сложнее карта — тем более мощное оружие выдаётся на первом уровне (FN 5.7, USP.45, МР-412 и M-16 соответственно).

## Сюжет
Действия игры разворачиваются с 17 августа 2016 года по 21 января 2017 года.

Скриншот из миссии «Возвращено отправителю»

### Предыстория
Третья мировая война продолжается. Планы Владимира Макарова вышли далеко за рамки планов Имрана Захаева. Владимир начал сотрудничать со многими командирами Африки, России и Ближнего Востока. Поэтому у него набралась солидная армия. В его планы входят захват и оккупация Европы и Америки.

### Пролог
В прологе игры описываются события, следующие непосредственно за концовкой игры «Call of Duty: Modern Warfare 2». Ранним утром 17 августа 2016 года вертолёт доставляет тяжело раненного в схватке с генералом Шепардом Соупа на базу ОТГ-141 в Химачал-Прадеш (Индия). Соуп вспоминает первое знакомство с Прайсом, убийство Захаева, убийство Шепарда, и вскоре теряет сознание.

### Акт I
Русские войска захватывают Манхэттен и оккупируют Нью-Йорк. Чтобы послать авиацию, нужно уничтожить генератор помех на крыше Фондовой биржи. Для выполнения этого задания в город отправляется отряд «Дельта» с позывным «Металл». Автомобиль с главным героем Дереком «Фростом» Вестбруком подбивают, и через город приходится пробиваться с боем. Захватив Фондовую биржу и уничтожив генератор помех, «Дельта» присоединяется к отряду NAVY SEALs, чтобы заминировать подводную лодку русских «OLGA» класса Oscar II. После установки мины лодка аварийно всплывает, и отряд захватывает её. В зале управления Фрост направляет ракеты на корабли русских. Отряд скрывается на надувных лодках, петляя между взрывающимися кораблями. Тем самым осада Нью-Йорка заканчивается.
Тем временем солдаты Макарова атакуют базу ОТГ-141 в Индии. В базу врезается вертолёт и ломает стену, отбросив ударной волной Прайса, Николая и Юрия — нового протагониста. Доктор погибает, и Юрий делает Соупу укол. Вместе герои пробиваются к подвалу и включают боевой гусеничный робот, с помощью которого Юрий расчищает путь. При побеге к спасательному вертолёту площадка рушится американским беспилотником MQ-9 Reaper, и Юрий падает со склона. Позже его подбирает вертолёт.
Проходит 2 месяца. Война ещё продолжается. Правительства России и США решают завершить войну мирным договором в Гамбурге. Во время перелёта на Ил-96 на президента России Бориса Воршевского нападают боевики Макарова. Охрана президента во главе с главным героем этапа — агентом ФСО Андреем Харковым — отражает нападение и зачищает самолёт, но тот теряет управление и падает. Андрей Харков с охраной прорываются через засаду и находят президента, но на ложном эвакуационном вертолёте прилетает Макаров и захватывает президента. Харкова он тяжело ранит из пистолета. Макаров требует от президента выдать ему коды запуска ядерных ракет. Чтобы Россия захватила всю Европу, он готов превратить её в радиоактивную пустыню. Президент отказывается, и Макаров решает воздействовать на него через дочь. Он добивает Андрея и улетает на вертолёте.
Тем временем Прайс узнаёт от Юрия, что Макаров отправляет в Лондон груз, который должен пройти через Сьерра-Леоне. Юрий, Соуп и Прайс захватывают базу местных боевиков, но упускают груз, который отправляется в Лондон. МИ-6 отслеживает партию и направляет для её перехвата отряд SAS. В ходе боя в лондонских доках SAS удаётся перебить большинство террористов, проверить пустой грузовик, в котором, как они думали, был этот груз, а затем уничтожить оставшихся боевиков, пытавшихся прорваться к Вестминстеру по тоннелям метро. Поезд, на котором убегали террористы, разрушился. Главный герой Маркус Бёрнс с выжившим Уолкрофтом прорываются наружу, где уже стоят толпы людей. Бойцы спецназа расстреливают грузовик, он теряет управление. Далее всё видно глазами, точнее, объективом камеры мистера Робинсона. Он гулял с женой и дочерью по Лондону и снимал видео. Подъехавший грузовик взорвался как раз вовремя, жена и дочь были прямо около него. Мистер Робинсон упал вместе с камерой. Он погиб, задохнувшись газом, а возможно от взрыва. Газовые атаки повторяются по всей Европе и являются прикрытием для вторжения российской армии.

### Акт II
Команда Металл вместе с другими войсками направляется в Гамбург, где взят в заложники вице-президент США. Американцы пробиваются через отряды русских, уничтожив попутно несколько Т-90 и добираются до места заточения, где освобождают вице-президента. Прайс, Соуп и Юрий отправляются в Сомали. На джипах они приезжают на базу сомалийских наёмников Макарова. Их цель — командир африканцев Варабе. После долгого боя и при поддержке Николая с вертолёта Ми-24 отряд захватывает Варабе. Прайс бросает гранату с газом и отряд надевает противогазы. Напуганный Варабе сообщает имя поставщика Макарова из Парижа по кличке Волк. Прайс бросает командиру желаемый противогаз, но убивает его из пистолета — месть за британцев из Херефорда. Отряд проходит к посадочной площадке, где должен высадиться Николай. Но их ожидает засада сомалийцев. Отряд прорывается к запасной площадке, но вертолёт Николая сбивают, и городок накрывает песчаная буря. Отряд «Эхо» помогает героям и находит разбитый вертолёт. Спасаясь от обстрела, солдаты бегут к джипам. Юрий несёт Николая. Вместе все уезжают.
Отряд «Металл» направляется в Париж. Там много токсичного газа после терактов. Он при поддержке французского спецназа GIGN с боем прорывается через французские улочки. Спустившись в катакомбы, отряд снимает противогазы. Из катакомб отряд попадает в убежище Волка. С боем прорвавшись на улицу, отряд видит, что Волк пытается скрыться на машине. Фрост с частью отряда запрыгивают в фургон жандармерии и отправляются в погоню за Волком. Фрост простреливает колёса машины Волка, машина преследователей врезается в неё, водитель погибает от удара, а двух охранников расстреливает Фрост. Волка вытаскивают из машины и забирают с собой.
Войска Макарова намерены отобрать Волка у отряда «Металл». AC-130 оказывает поддержку, обстреливая с воздуха войска Макарова. Отряд оказывается заблокированным в здании под огнём пулемёта. Фрост снимает пулемётчика. «Металл» прорывается вперёд. AC-130 вновь оказывает поддержку. В точке эвакуации на мосту напротив Эйфелевой башни отряд поджидают танки. Фрост подбивает танки, но потом положение становится безвыходным. Командир отряда Фроста (позывной «Оверлорд») приказывает обстрел всеми средствами. А-10 бомбардирует мост и уничтожает врагов. На фоне рухнувшей Эйфелевой башни американские вертолёты забирают группу.
По словам Волка, Макаров должен отправиться на собрание в Праге. Соуп, Прайс и Юрий отправляются туда. Сначала все идёт тихо. Потом повстанцы сержанта Комарова помогают им пробраться к снайперской позиции в церкви с боем. Юрий и Соуп видят приезд Макарова, а позже прикрывают Прайса… и видят взрыв заминированной комнаты с пленным Комаровым. Юрий c Соупом прыгают с колокольни, поскольку Макаров заминировал и её. Соуп получает серьёзные ранения от взрыва (Юрия он вытолкнул). Юрий под прикрытием Прайса выносит раненого товарища с поля боя. Далее его несёт Прайс, а Юрий прикрывает их, чтобы все добрались до пункта сопротивления. Соуп всё-таки умирает, но перед смертью говорит что Макаров знает Юрия. Разъярённый Прайс оглушает Юрия в подвале и заставляет того всё рассказать.
Зима 1996 года. Юрий сидит в машине с Макаровым. Тогда они были ближайшими друзьями. В машину запрыгивает Захаев, зажимая рану на месте отстреленной тогда ещё лейтенантом Прайсом левой руки (после выстрела Прайса в миссии «Убить одним выстрелом» из Call of Duty 4: Modern Warfare). УАЗ спешно покидает место действия.
23 июня 2011 года. Макаров показывает Юрию взрыв ядерной бомбы в столице на Ближнем Востоке, из-за которого погиб протагонист из первой игры подсерии сержант Пол Джексон и ещё 30 000 морпехов.
12 августа 2016 года. Юрий отказывается помогать Макарову в теракте в московском аэропорту и расстреливать мирных граждан и пытается выдать Макарова ФСБ. Но Макаров все знает и серьёзно ранит Юрия. Юрий карабкается к лифту и поднимается на нём в терминал. Взяв пистолет у погибшего полицейского, Юрий пытается пристрелить Макарова, но обессиливает от раны. Немногим позже Юрия находит врач и спасает его.

### Акт III
Прайс и Юрий отправляются в средневековый замок Макарова (раньше принадлежал Захаеву) возле Праги с целью найти там следы Макарова. Они тихо пробираются через охранные посты. Скрытность теряет значение, когда они заходят в подземную тюрьму для ополченцев. С боем пробившись к строительным лесам под мостом, ведущим к замку, Юрий закладывает C4 на опоры. Далее они взрывают часть стены и по опорам между стенами взбираются наверх. Через дыру в стене они наблюдают за боевиками в штабе и узнают от Макарова по телевизору, что Алёна находится в Берлине. После этого Юрий с Прайсом прыгают вниз, петляя между опор. Очнулся Юрий в подвале. С боем он с Прайсом прорываются ко внутреннему двору. Там их встречают боевики Макарова. После долгого сражения солдаты проходят к мосту и взрывают C4 под ним, когда ехал БТР. Потом герои спасаются от боевиков на УАЗе. Навстречу им выезжают БТРы. Машина слетает с горы. Прайс и Юрий улетели на запасных парашютах, позже их подбирает Николай.
Тем временем отряд «Гранит» отправляется в Берлин, чтобы эвакуировать Алёну, дочь президента Воршевского. Отряд «Металл», в котором и служит Фрост, должен был прикрывать их. Но «Гранит» оказывается уничтожен. Задание переходит к «Металлу». Те спускаются со здания, и, при поддержке союзных немецких танков прорываются по улице, где вовсю идёт перестрелка. Они почти добираются до цели, но русские взрывают и без того порченное здание и оно рушится на всю улицу, снеся заодно здание, с которого Фрост прикрывал «Гранит». Отряд отступает в разрушенное здание и пробирается через него к Алёне. Победа была близка, но дверь, за которой была Алёна, оказалась заминирована. Сэндман и Фрост на пару секунд оказываются оглушены и этого хватает, чтобы террористы беспрепятственно увезли Алёну.
Все члены отряда «Дельта» (кроме Фроста, поскольку его заменяет некий Маккой, таким образом Фрост остался жив) и ОТГ-141 отправляются в Сибирь, к шахте «Кристаллический пик». Основная масса атакует снаружи, а Юрий, Прайс, Сэндман, Трак, Гринч и Маккой тайно пробираются в лифт. Они спускаются на нужный этаж и вступают в бой, в ходе которого гранатомётчик убивает Маккоя из РПГ-7. Лифт ломается и отряд падает вниз. После долгой, с участием беспилотника и вертолётов, перестрелки они находят Алёну и эвакуируют её. Отряд выходит наружу и находит русских террористов с пленным президентом, которого после освобождают. Путь назад им преграждают многочисленные войска русских. Прибывает вертолёт и президента поднимают в него. Трак и Прайс помогают оглушённому гранатой Юрию забраться в вертолёт. Президент, Прайс и Юрий улетают, а оставшиеся прикрывать их Сэндман, Трак и Гринч погибают под обвалом.
Президенты России и США слетаются на конференцию и заключают мирный договор между государствами. Они понимают, что война случилась из-за Макарова. Мирный договор в отстроенном Белом доме завершил Третью мировую войну. ОТГ-141 перестала существовать, но лишь официально.
Через три месяца, в начале 2017 года, Прайс и Юрий решают завершить свою последнюю миссию: убить Макарова и отомстить ему за всё. Они отправляются в дорогой отель «Оазис» в Дубае, где находился Макаров. Они надевают костюмы джаггернаутов и берут пулемёты. Войска Макарова, обладающие лишь лёгким вооружением, не могут противостоять напарникам. Когда Юрий и Прайс входят в лифт, внезапно появляются два вертолёта AH-6, один из которых начинает их обстреливать. Сбитый Прайсом вертолёт врезается в лифт, вследствие чего броня приходит в негодность. Сбросив броню, они идут через верхний этаж. Напуганный Макаров бежит к вертолётной площадке. Юрий и Прайс бегут через ресторан, рассчитывая перехватить Макарова, но ресторан расстреливает второй АН-6. Оставив раненного арматурой Юрия по его же просьбе, Прайс взбегает на вертолётную площадку один, но обнаруживает, что вертолёт Макарова уже начал взлетать. В прыжке Прайс цепляется за вертолёт, а затем выбрасывает пилотов из кабины. Однако панель приборов оказывается повреждена выстрелом, и вертолёт теряет управление. Придя в себя после падения, Прайс видит, как из разбитого вертолёта выходит Макаров. Прайс пытается взять пистолет, но Макаров опережает его и собирается убить Прайса, но в этот момент появляется Юрий и отвлекает Владимира, открыв огонь. Тремя выстрелами Макаров убивает Юрия. Разъярённый Прайс набрасывается на Макарова, обматывает вокруг его шеи трос с вертолёта и разбивает стеклянную крышу под ним. Прайс отлетает на балкон, а Владимир Макаров погибает, повешенный на тросе. Прайс, немного отойдя от произошедшего, закуривает сигару, а внизу слышны сирены полицейских машин. Дальнейшая судьба капитана Прайса неизвестна…

## Разработка и поддержка

### Хронология разработки
В начале мая 2010 года Activision сообщила, что Infinity Ward работает над следующей игрой серии Call of Duty при полноценном участии в разработке студии Sledgehammer Games (до привлечения к работе над игрой студия около 6 месяцев занималась развитием приключенческой игры во вселенной Call of Duty, но эта игра в итоге была отложена) и поддержке Raven Software.
Ожидалось, что Call of Duty: Modern Warfare 3 будет являться приквелом к предыдущим частям игры серии и главным действующим героем будет полюбившийся всем игрокам Саймон «Гоуст» Райли (англ. Simon "Ghost" Riley), так артист Крейг Фэйрбрасс (англ. Craig Fairbrass), озвучивавший Газа в Call of Duty 4: Modern Warfare и Гоуста в Call of Duty: Modern Warfare 2, в интервью сообщил, что с января 2011 года работал над озвучиванием для секретного проекта Activision.
Согласно другим источникам в продолжении серии поклонники увидят развитие истории с генералом Шепардом, встретят капитана Джона МакТавиша (англ. Captain John "Soap" MacTavish) и капитана Джона Прайса (англ. Captain John Price). События будут разворачиваться в урбанистической местности с разрушаемым окружением. Утверждалось, что игра будет называться Call of Duty: Modern Warfare 3, а не Call of Duty: Project Collossus, как думали раньше.
Activision признала, что вложила огромные инвестиции в следующую игру серии Call of Duty.
Так, например, издатель работал над платформой для создания онлайн-сообщества вокруг игр серии Call of Duty, для чего была приобретена отдельная студия Beachhead Studios.
Платформа получила название Call of Duty Elite и до дебютного запуска находилась в разработке уже два года. Infinity Ward же со своей стороны заявила, что качество (отдельно реализована поддержка цветовой схемы для людей, страдающих дальтонизмом) и производительность игры (на консолях в частности), для чего существенной доработке подвергся движок Call of Duty: Modern Warfare 2, и поддержка игры после её выхода является для студии главными приоритетами.
Официально были опровергнуты слухи о вводе абонентской платы за возможность участия в многопользовательских играх.
Абонентская плата вводилась для DLC (дополнительные наборы карт), что позволяло игрокам экономить порядка 20 % при заказе всего дополнительного контента, что было оптимистично воспринято аналитиками индустрии.
Май 2011 года стал для проекта временем публикации большого количества информации об игре: утечка данных в сеть до официального анонса (логотипы игры Call of Duty: Modern Warfare 3, обложка коробки с игрой, основные повороты и развитие сюжета, модели оружия, планирующиеся нововведения.
Достоверность части опубликованной информации была официально подтверждена студией Intinity Ward.
В середине месяца прошла официальная презентация игры, на которой было подтверждено название игры — Call of Duty: Modern Warfare 3. Компания Acitivion признала, что официальный анонс пришлось сделать раньше, чем планировалось, но обширная утечка достоверной информации об игре не оставила издателю выбора.
На официальный YouTube канал серии были выложены трейлеры, побившие рекорды просмотров предыдущих трейлеров игр серии, в которых демонстрировались места действий будущей игры и содержался намёк на то, что русские будут главными антагонистами игры.
До выхода игры студия выпустила несколько дополнительных трейлеров, демонстрирующих различные аспекты игры.
Первый официальный трейлер вызвал негативную реакцию со стороны английской общественной организации, сочувствующей пострадавшим от серии террористических актов, проведённых в Лондоне, так как в нём показаны похожие события, проходящие тоже в Лондоне.
В то же время был открыт приём предзаказов на «Call of Duty: Modern Warfare 3» и опубликована точная дата поступления игры в продажу — 8 ноября 2011 года. Игра активно рекламировалась для привлечения внимания игроков.
Для журналистов игровых ресурсов проводились закрытые показы игры, на которых была полностью запрещена видеосъёмка, так как ни в одном из опубликованных отчётов нет видеороликов.
Июнь 2011 года в основном посвящается раскрытию немногочисленных деталей о многопользовательской составляющей Call of Duty: Modern Warfare 3. Спекуляции о нововведениях в мультиплеере заставили Infinity Ward опровергать слухи и дозировано публиковать достоверную информацию о том, что ожидает игроков в многопользовательской игре. Например, анонсирована возможность менять настройки классов мультиплеера с мобильного телефона при помощи специального приложения, возвращение поддержки выделенных серверов вместо не получившей признания разработки IWNet, что потребовало от студии провести дополнительную разработку. В последние дни месяца анонсировано мероприятие Call of Duty: XP, которое прошло в Лос-Анджелесе в первых числах сентября 2011 года. Мероприятие позиционируется как официальная презентация мультиплеера игры Call of Duty: Modern Warfare 3 (часть данных стала доступна общественности до начала мероприятия), в ходе которой были представлены:
- многопользовательский режим Call of Duty: Modern Warfare 3;
- полный анонс сервисов Call of Duty Elite;
- чемпионат по Call of Duty: Black Ops с призовым фондом 1 млн долларов США (в некоторых странах были проведены отборочные туры за права участвовать в этом чемпионате[97]). Позже выяснилось, что чемпионат будет проводиться всё-таки по игре Call of Duty: Modern Warfare 3[98].

В августе 2011 года анонсирована Wii-версия игры Call of Duty: Modern Warfare 3, разрабатываемая студией Treyarch, у которой уже есть богатый опыт разработки для данной консоли, и Nintendo DS, разрабатываемая студией n-Space (поддержка Nintendo 3DS не была заказана издателем). Название игры для приставки Nintendo DS было немного изменено, игра попала в продажу под названием Call of Duty: Modern Warfare 3: Defiance.
Сентябрь и октябрь 2011 года были посвящены подготовке игры Call of Duty: Modern Warfare 3 и сопутствующих сервисов к запуску: заявлена поддержка возможности игры по локальной сети в версии для PC, запущены официальные форумы игры, опубликован полный список достижений игры «Call of Duty: Modern Warfare 3», выпускаются дополнительные видеотрейлеры.
4 ноября 2011 года игра появилась в продаже в цифровом варианте на Amazon. Скачать игру можно было уже в этот день, но активировать для возможности игры — не раньше 8 ноября 2011 года.
8 ноября 2011 года игра «Call of Duty: Modern Warfare 3» поступила в продажу по всему миру.

#### Сервис Call of Duty Elite в Modern Warfare 3 и Black Ops
Call of Duty Elite — веб-сервис, представляющий собой социальную сеть игроков в игры серии Call of Duty. Сервис впервые интегрируется в виде бета-версии в игру Call of Duty: Black Ops и в полном объёме в Call of Duty: Modern Warfare 3 (в какой-то момент рассматривался вариант интеграции с игрой Call of Duty: Modern Warfare 2, но от него в итоге решили отказаться.). Однажды создав аккаунт в Call of Duty Elite его можно использовать во всех следующих версиях игр серии Call of Duty. Подписка на сервис не является обязательной для возможности играть в игры серии. В сервисе присутствует как бесплатная часть, так и платная (позже платная подписка была упразднена). Основным отличием между бесплатной и платной подпиской являлось то, что обладатели последней автоматически получают все загружаемые обновления (наборы новых карт) бесплатно. Пользователи бесплатной части имеют возможность покупать предлагаемые наборы карт по собственному желанию.
Бета-тестирование Call of Duty Elite проведено летом 2011 года (только на консолях PlayStation 3 и Xbox 360, платформа PC не попала в список из-за высокого уровня использования читов, а разработчик уделяет большое внимание безопасности). Зарегистрация на бета-тестирование проводилась на отдельном сайте, из поступивших заявок были выбраны самые активные игроки, которым и были в итоге высланы приглашения. Полноценный запуск осуществлён прямо перед коммерческим релизом игры Call of Duty: Modern Warfare 3.

#### Роль Raven Software и Sledgehammer Games в разработке Modern Warfare 3
Обязанности между тремя студиями, работающими над одной игрой, были распределены следующим образом. Основную работу выполняют сотрудники Infinity Ward и Sledgehammer Games, впервые задействованной в таком огромном проекте, которые на время разработки и подготовки игры к запуску работают как одна команда. Raven Software выступает в той же роли, в которой была задействована при разработке «Call of Duty: Black Ops»: помогает в работе над DLC, выполняет различные инженерные задачи и работы над интерфейсом игры.
Только после презентации «Call of Duty: Ghosts» исполнительный продюсер игры Марк Рубин рассказал о том, откуда в проекте появились дополнительные студии. Это было время, когда в Infinity Ward происходили большие изменения из-за того, что руководители студии Уэст и Зампелла были уволены руководством Activision. В Infinity Ward осталось примерно половина состава, вторая же половина ушла с уволенными руководителями. При этом не только новички, но и большое число ветеранов, работавших со времён «Call of Duty 2», предпочли остаться в Infinity Ward. В этой сложной ситуации и пришло решение, которое заключалось в привлечении к разработке игры сторонних студий для совместной работы. Было решено, что аутсорсинг не подходит, так как компания, взятая на работы по подряду, не сможет вложить душу в проект, и приемлемым решением стала именно совместная работа, которая в итоге и была реализована со студией Sledgehammer Games.

### Разработка многопользовательской игры
Впервые многопользовательская игра была продемонстрирована совместно с презентацией сервиса Call of Duty Elite на официальном мероприятии Call of Duty: XP, проведённом Activision и XBox 360 в Лос-Анджелесе со 2 сентября по 3 сентября 2011 года. Открытие мероприятия транслировалось в прямом эфире в сети Интернет.
До официального анонса были раскрыты некоторые подробности о мультиплеере в Call of Duty: Modern Warfare 3. Так в игру не вернутся перки из прошлой игры, которые сильно нарушали баланс игры, либо механика их работы пересмотрена), некоторые карты будут доступны только для определённых режимов многопользовательской игры, отсутствие внутренней валюты и возможности создать собственную эмблему, как это было возможно в Call of Duty: Black Ops, новые многопользовательские режимы игры, небольшие изменения в геймплее, присутствие полюбившегося игрокам по Call of Duty 4: Modern Warfare оружия, поддержка настройки классов при помощи специального приложения для смартфонов;
В первом официальном трейлере режима Spec Ops, появившемся в начале августа 2011 года, в самом конце присутствует пасхальное яйцо — в видео вставлен маленький фрагмент многопользовательской игры.
В ходе презентации представлена часть нововведений в игре, которые по мнению создателей являются ключевыми:
- разделение набора наград за серию убийств на 3 отдельных списка: Атака, Поддержка, Специалист;
- вводится понятие уровня прокачки оружия, для объяснения этого нововведения Infinity Ward было создано отдельное видео[123]);
- новые режимы игры Kill Confirmed (англ. Подтверждённое убийство), Team Defender (англ. Командный защитник) + несколько новых режимов для приватных матчей;
- 16 карт для многопользовательской игры на диске с игрой;
- интеграция с Facebook (перед выходом игры выпущено специальное видео об этом нововведении[124];
- возможность создавать собственные режимы игры путём задания стартовых условий, ограничений на перки, условий победы и так далее. Режимы можно сохранять и делиться ими со своими друзьями через сервис Call of Duty Elite;
- дополнительные карты будут распространяться двумя способами: пакетами карт, как раньше, в которые входят 3-4 новые карты и которые выходят ежеквартально (эквивалент 60$ США). Либо на платной основе с подпиской Call of Duty Elite (49.95$ США за годовую подписку), когда за дополнительные карты платить не нужно и поставляться они будут на ежемесячной основе — под одной карте в месяц, таким образом игроки за меньшие деньги получают доступ в новым картам раньше других игроков.

После официальной презентации многопользовательского режима публикуется несколько трейлеров, демонстрирующих игровой процесс. Видео самой презентации на Call of Duty XP также выложено на том же канале: Презентация Call of Duty: Modern Warfare 3 (часть 1), (часть 2), (часть 3), (часть 4). Infinity Ward в различных интервью рассказывает о том, что игра необычайно гибкая в настройках, и зачастую для правки баланса студии не придётся даже выпускать патч.
Новые режимы многопользовательских игр анонсированы в середине декабря 2011 года и тогда же добавляются в список доступных в игре: в режимы повышенной сложности добавлен режим Headquarters, Drop Zone.

#### Разработка магазина престижа
25 октября 2011 года было выложено видео, в котором Роберт Боулинг рассказывает о том, что такое Prestige Shop. Список доступных поощрений, который раньше появился в сети, но никак не комментировался представителями студии Infinity Ward, получил официальное подтверждение. Ещё одной новостью стало то, что игроки, которые переходили в престиж в предыдущих играх серии Call of Duty, начиная с «Call of Duty 4: Modern Warfare» и заканчивая «Call of Duty: Black Ops» (включая все игры серии между этими играми), будут также поощрены за это, получив дополнительные очки, которые они смогут потратить в Prestige Shop. Впервые в истории серии игр Call of Duty анонсирован week-end двойной XP для всех игр серии: двойные очки будут получать все игроки в «Call of Duty 4: Modern Warfare», «Call of Duty: World at War», «Call of Duty: Modern Warfare 2» и «Call of Duty: Black Ops» на всех платформах начиная с 28 октября и заканчивая 1 ноября 2011 года.

### Демоверсия
Демоверсия Call of Duty: Modern Warfare 3 выложена в свободный доступ для пользователей консоли Xbox 360 23 августа 2012 года, версия для консолей Playstation 3 запланирована к выпуску позже. В предлагаемой версии доступна одна миссия из одиночной кампании — «Чёрный вторник» (англ. Black Tuesday), многопользовательского и кооперативного режимов в демо нет.

### Музыкальное сопровождение и озвучивание
Саундтрек к игре Call of Duty: Modern Warfare 3 написан голливудским композитором Брайаном Тайлером. 13 октября 2011 года об этом впервые сообщил в своём журнале twitter один из руководителей Sledgehammer Games Глен Шофилд (англ. Glen Schofield).

### Пакеты карт
В игре «Call of Duty: Modern Warfare 3» сохранилась приоритизация для обладателей консоли Xbox 360 — они получают доступ к новым картам раньше чем игроки на других платформах.
Для «Call of Duty: Modern Warfare 3» Infinity Ward совместно со Sledgehammer и Raven Software предлагают не просто новые карты для многопользовательской игры, а новые задания в режиме Spec Ops.
Некоторые карты для мультиплеера воспроизводят часть реально существующих мест, например одна из вышедших карт представляет собой часть Центрального Парка с небольшими изменениями, Роберт даже специально посещал этот парк, чтобы вдохновиться атмосферой.
На официальном сайте серии игр Call of Duty выкладывается календарь выпуска новых карт для игры «Call of Duty: Modern Warfare 3», который подвергается небольшим изменениям со временем: добавляются новые дополнения, которые раньше к выпуску не были запланированы).
Как и было обещано, новые карты распространяются не только по одной для тех, кто приобрёл подписку Call of Duty Elite, но и пакетами, как это было раньше.
Доступ к пакетам для владельцев Xbox 360 также предоставляется раньше чем остальным.
Как и в прошлых играх серии в «Call of Duty: Modern Warfare 3» в качестве из одной из карт для многопользовательской игры появилась карта из предыдущей игры серии — Terminal, впервые представленная в Call of Duty: Modern Warfare 2.
В этот раз карта распространяется бесплатно.
| Название                 | Карты сетевой игры                                | Спецоперации                                                                        | Дата                                                                   |
| ------------------------ | ------------------------------------------------- | ----------------------------------------------------------------------------------- | ---------------------------------------------------------------------- |
| Collection 1             | Black Box, Liberation, Overwatch, Piazza          | Чёрный лёд, Переговорщики                                                           | 20.03.12 (Xbox Live), 19.04.12 (Playstation Network), 08.05.12 (Steam) |
| Collection 2             | Foundation, Oasis, Sanctuary, Getaway, Lookout    | Броненосец, Выключатель                                                             | 22.05.12 (Xbox Live), 21.06.12 (Playstation Network, Steam)            |
| Collection 3: Chaos Pack | Vortex, U-Turn, Intersection                      | Арктический патруль, Вертиго, Гром небесный, Спецпосылка, Режим «Хаос» в выживании. | 09.08.12 (Xbox Live), 13.09.12 (Playstation Network, Steam)            |
| Final Assault            | Gulch, Boardwalk, Parish, Decommission & Offshore | Отсутствуют                                                                         | 06.09.12 (Xbox Live), 10.10.12 (Playstation Network, Steam)            |

## Типы изданий

Содержимое упаковки коллекционного издания Call of Duty: Modern Warfare 3

23 июля 2011 года Роберт Боулинг опубликовал первое изображение коробки коллекционного Hardened Edition  издания игры «Call of Duty: Modern Warfare 3», которое в поставке богаче обычной версии игры, но более бедное по сравнению с Prestige Edition. Информацию о специальных изданиях игры Роберт пообещал сообщить на мероприятии Call of Duty: XP, которое пройдёт в Лос-Анджелесе со 2 сентября по 3 сентября 2011 года.
19 августа 2011 года сеть GAME объявила о специальном издании, которое будет предоставлено всем, кто оформит в магазинах сети предзаказ на игру «Call of Duty: Modern Warfare 3» в версии для консоли Playstation 3 или XBox 360. В издание помимо коробки с игрой входит аватар специальных Британских войск и книжка с описанием игры и стратегий в ней от Brady Games. Предположительно это не все дополнительные материалы, которые будут доступны игрокам, оформившим предзаказ в магазинах сети, руководитель PR-службы сети Нил Эшёрст (англ. Neil Ashurst) сообщил, что в ближайшее время они анонсируют ещё кое-что, связанное с игрой, что очень понравится любителям серии.
Позже этим дополнением оказалась возможность получать двойные очки в течение первых 4 часов многопользовательской игры. Данное предложение действует на территории Англии для игроков, купивших игру в магазинах сети GAME и GameStation.
31 августа 2011 года стало известно содержание коллекционного издания игры «Call of Duty: Modern Warfare 3» (в 2011 году будет только две версии издания: обычное и коллекционное.
Более дорогое издание, которое было доступно для «Call of Duty: Black Ops» и «Call of Duty: Modern Warfare 2», в этом году было решено не выпускать). В поставку входит:
- диск с игрой Call of Duty: Modern Warfare 3, на который нанесено эксклюзивное изображение, которого нет на дисках с обычной версией игры;
- годовая подписка на сервис Call of Duty Elite;
- эксклюзивные статус «Основателя» в сервисе Call of Duty Elite (статус можно получить только если игра активирована до 13 ноября 2011 года[163]), эмблема игрока, камуфляж в игре, дополнительные очки для участников кланов;
- железный кейс для хранения игры;
- эксклюзивные заставки для консолей Playstation 3 и XBox 360;
- журнал, содержащий более 100 страниц, со скетчами и описаниями, которые использовались при создании игры.

В начале сентября 2011 года была озвучена цена на коллекционное издание — 100 долларов США.

## Предпродажный период
За неделю до выхода игры в продажу студиями разработчиками подготовлен ролик, описывающий основные события предыдущих двух частей игр серии Modern Warfare. Ролик предназначался для новичков, которые не играли в предыдущие две части, и объяснял какие люди и события привели к тому, что происходит в последней игре серии.
В предрелизном рекламном ролике игры (и в более поздней его версии) снялись Сэм Уортингтон и Джона Хилл.
Розничные/онлайн магазины и аналитики прогнозировали высокие показатели продаж игры «Call of Duty: Modern Warfare 3». Цифры размещённых предзаказов превышали подобные показатели для всех прошлых игр серии Call of Duty, и в очередной раз ожидалось, что рекорд продаж, установленный прошлой игрой серии, будет снова побит. Прогнозируемые объёмы продаж ближайшего конкурента — игры «Battlefield 3» — оценивались в два раза меньше.
Сама же студия Infinity Ward не интересовалась цифрами предварительных заказов и продаж, так как полностью была сфокусирована на создании игры. «Нам не важно будет ли это 30 миллионов игроков или всего 3 человека. Если кто-то получил удовольствие от нашей игры — значит мы работали не зря и значит мы сделали свою работу хорошо», — сказал Роберт Боулинг.
В списке самых желанных подарков игроку к Рождеству в США по результатам опроса Nielsen Company первое место заняла игра «Call of Duty: Modern Warfare 3» (за игру проголосовало 27 процентов участников опроса). Десятка самых ожидаемых игр выглядела следующим образом.
В Париже за несколько дней до выхода игры был ограблен грузовик, развозивший игры по магазинам, готовящимся к началу продаж. В общей сложности было украдено 6000 копий игры «Call of Duty: Modern Warfare 3».

### Пиратское распространение игры
За две недели до официального выхода игры обнаружилось, что на торрентах появилась копия PC-версии игры. Позже выяснилось, что в сеть выложен второй диск игры (игра для персональных компьютеров поставляется на двух дисках) и что Activision работает над удалением копий этого диска с торрентов. Выложившие нелегальную копию в сеть пользователи обнаруживаются и их вежливо просят удалить торрент, в противном случае несогласившимся выполнить просьбу грозит штраф в размере 5000 долларов США и возможное отключение от сетевой игры. Пользователь, первым разместивший образ диска для скачивания, уже написал, что прошёл через эту процедуру и просил не покупать/играть в Call of Duty: Modern Warfare 3 до официального выхода, так как «они вас всё равно найдут. Везде!». Стоит заметить, что такая же история произошла и с прошлой версией игры от Infinity Ward в 2009 году. Копия Call of Duty: Modern Warfare 2 появилась в продаже на сайте Craigslist примерно на неделю раньше официальной даты релиза игры. В предложении за 500 долларов США предлагалось приобрести копию игры в версии для Xbox 360 и приставку Xbox 360 оформленную в стиле игры. Activision обратились в частное агентство по расследованиям, которое выяснило, что помимо изначального предложения есть ещё одно, оба продавца являются друзьями, а один из них просто работает на складе одной из крупных сетей розничной торговли, откуда и были украдены коробки. Тогда эта история не помогла остановить пиратское распространение игры, но ясно показала на что готовы пойти издатели для спасения своей игры и прибыли от её продаж.
28 октября 2011 года в сети на сайте YouTube появилось видео пользователя, на котором он распаковывает копию игры Call of Duty: Modern Warfare 3 для Playstation 3 и демонстрирует стартовое меню. Практически сразу же видео было удалено из-за нарушения авторских прав.
За неделю до начала продаж игры на eBay появилась в продаже полная версия игры Call of Duty: Modern Warfare 3 для приставки XBox 360 по цене 1725 долларов США.

## Запуск
2 ноября 2011 года была зарегистрирована первая официальная продажа игры. Покупка была совершена в городе Тампа (Флорида) в супермаркете Kmart.
Позже в тот же день появилась видеозапись, показывающая работу основного меню игры.
Оказалось, что поступившая в продажу партия игр имела на коробках, в которых их доставили в магазин, пометку «Выставить на полки немедленно», что и было сделано. Новость о возможности законного приобретения копии игры облетела весь Интернет, и игра была убрана с полок магазинов сети KMart на следующий же день, но некоторые счастливчики успели купить по несколько копий.
Информация же, поступившая от Activision, предупреждала игроков, которые сумели купить игру до её официального выхода, что издатель не разрешает участвовать в сетевых играх до установленной даты и аккаунты тех, кто начал играть по сети раньше положенного времени, могут быть заблокированы.
8 октября 2011 года состоялся официальный запуск игры.
Игрок, не успевший в день релиза купить свою копию игры в одном из магазинов Best Buy из-за того, что весь тираж магазина разошёлся очень быстро, устроил в нём скандал, пригрозив взорвать магазин. Позже он раскаялся в своих угрозах, сообщив, что очень расстроился из-за невозможности купить игру в день выхода, поэтому позволил себе сказать лишнего.
В день запуска игры вооружённый 18-летний подросток попытался отнять у человека, только что купившего «Call of Duty: Modern Warfare 3», игру, но последний не растерялся и обратил грабителя в бегство. Полиция задержала преступника в магазине GameStop, в котором тот стоял в очереди за Call of Duty: Modern Warfare 3.
В день запуска игры в неё играло более 3,3 млн людей одновременно, для сравнения — в предыдущем году в день запуска в Call of Duty: Black Ops играло 2,6 млн.
На следующий день после выхода игры студия Infinity Ward заблокировала первую партию недобросовестных игроков, накручивающих себе рейтинг.
Спустя две недели после выхода игры Activision заявила, что было продано 1 млн платных подписок на сервис Call of Duty Elite, порядка 600 тысяч из этих подписок были реализованы через магазины GameStop.
Выручка от продажи игры «Call of Duty: Modern Warfare 3» достигла отметки в 1 млрд быстрее, чем этой отметки достигла выручка от фильма Аватар.
Благодаря всплеску ажиотажа в начале ноября в связи с началом продаж игра «Call of Duty: Modern Warfare 3» заняла 8-е место в десятке самых обсуждаемых тем на Facebook в 2011 году. Согласно аналитическим данным, запуск игры вызвал наиболее массовый интерес публики за всю историю индустрии развлечений.
В середине апреля 2012 года, аналитики заявили что уровень продаж «Call of Duty: Modern Warfare 3» отстаёт примерно на 4,2 % от уровня продаж Call of Duty: Black Ops на тот же срок продаж.

### Мировой рекорд продаж
12 ноября 2011 года представители Activision сообщили, что третий год подряд игра серии Call of Duty устанавливает мировой рекорд продаж в сфере развлечений: за первые 24 часа на территории США и Англии было продано более 6,5 млн копий игры.
За первые 5 дней продаж игра установила новый рекорд: за этот срок от продажи игры было выручено более 622 млн долларов.
Помимо этого игра «Call of Duty: Modern Warfare 3» стала самой продаваемой игрой 2011 года в Англии.
Игра четыре недели подряд продержалась на первом месте по продажам в Англии, уступив на пятой неделе первенство игре «The Elder Scrolls V: Skyrim», создатели которой предложили большую скидку на свою игру. Предыдущая игра серии Modern Warfare была в топе на первом месте в течение более десяти недель подряд.

### Дополнительная продукция

Внешний вид бутылок специального Call of Duty: Modern Warfare 3 издания напитка Mountain Dew

В конце июля 2011 года производитель звуковых плат, аудио процессоров и гарнитур для платформ Playstation 3, XBox 360 и PC Turtle Beach объявил о запуске эксклюзивной линейки гарнитур для игроков «Call of Duty: Modern Warfare 3». Параметры и настройки гарнитур были разработаны совместно со звуковыми командами студий, отвечающих за разработку игры: Infinity Ward и Sledgehammer Games. В линейке представлено 4 проводные/беспроводные гарнитуры разных ценовых категорий: от начального уровня до профессионального:

Внешний вид коробки со старшей моделью наушников Ear Force DELTA (EFD) из серии, подготовленной Turtle Beach, к выходу игры Call of Duty: Modern Warfare 3

Mountain Dew выпустила специальную Call of Duty: Modern Warfare 3 серию своего напитка.
Игроки, купившие напиток Mountain Dew отдельно или совместно с чипсами Doritos, получали на время возможность зарабатывать двойные очки в многопользовательской игре Call of Duty: Modern Warfare 3. Время, на которое получение двойных очков становилось доступным, зависело от количества купленных одновременно ёмкостей с напитком и пачек чипсов.

Внешний вид консоли XBox 360, выполненной в стилистике Call of Duty: Modern Warfare 3, и аксессуаров к ней

Компания Microsoft выпустила коллекционное тематическое издание консоли Xbox 360 в стиле Call of Duty: Modern Warfare 3, разработанное совместно со студями Infinity Ward и Sledgehammer. Консоль была оснащена жёстким диском 320 ГБ, что официально являлось самой большой ёмкостью жёсткого диска когда либо прежде установленного в консоль от Microsoft. При включении приставки и открытии трея для дисков консоль издавала специально записанные для неё звуки, отличные от звуков стандартных консолей Xbox. Также в комплект входила подписка класса Xbox Live Gold на один месяц в сервисе Xbox Live.
В дополнение к консоли в продажу поступили дополнительные аксессуары к ней: беспроводная Bluetooth-гарнитура и беспроводной контроллер. Каждый аксессуар комплектовался токеном для скачивания эксклюзивного контента из XBox Live.
Фирма Munitio выпустила свою версию наушников с изображениями в стиле игры «Call of Duty: Modern Warfare 3».
Сетью розничных магазинов GameStop была запущена кампания по розыгрышу призов, оформленных в тематике игры «Call of Duty: Modern Warfare 3». В списке призов: игровые консоли, телевизоры, домашние кинотеатры, автомобиль и множество других призов.
Компания Brady Games анонсировала очередное издание описания игры серии Call of Duty, в котором на 352 страницах предполагалось разместить всё, что игроку необходимо знать об игре «Call of Duty: Modern Warfare 3»:
- подробное описание прохождения одиночной кампании игры;
- указаны все спецификации всего оружия, которое можно встретить в игре;
- набор рисунков, использованных в подготовке игры;
- разбор каждой карты с указанием важных моментов и мест;
- полный список достижений игры и описание того, как заработать каждое из достижений.

Изображения жетонов военнослужащих, использованные в предполагаемой вирусной рекламной кампании Call of Duty: Modern Warfare 3

Дополнительной продукцией в стиле Call of Duty являлись не только гаджеты и какие-либо физические предметы, но и видеоконтент. Так, например, до официальной презентации игры был запущен сайт findmakarov.com, на котором шрифтом, использованным в играх «Call of Duty 4: Modern Warfare» и «Call of Duty: Modern Warfare 2», отображался обратный отсчёт до предположительного анонса игры.
Адрес сайта стал известен крупным игровым СМИ благодаря полученным письмам с вложенными в них жетонами военнослужащих с адресом сайта и именем генерала-лейтенанта Шепарда (англ. Lieutenant General Shephard) — главным антагонистом игры Call of Duty: Modern Warfare 2.
Представитель Activision заявил, что сайт findmakarov.com не имеет никакого отношения к игре «Call of Duty: Modern Warfare 3» и издатель не является его владельцем.
Установленный на сайте счётчик обратного отсчёта указывал на один из дней проведения Game Developers Conference, на которой за два года до того была впервые представлена «Call of Duty: Modern Warfare 2».
Позже стало известно, что владельцем сайта является творческий коллектив из Торонто We Can Pretend. В дальнейшем сайт публиковал видеофильмы по мотивам игры «Call of Duty: Modern Warfare 2» и с участием героев этой игры.
Первое видео появилось на сайте findmakarov.com и на канале студии We Can Pretend на ресурсе Youtube в марте 2011 года.
Вторая часть фильма была показана на встрече Call of Duty XP 2 сентября 2011 года, на которой был представлен многопользовательский режим игры «Call of Duty: Modern Warfare 3».

## Оценки
| Сводный рейтинг    | Сводный рейтинг      | Сводный рейтинг      | Сводный рейтинг      | Сводный рейтинг       | Сводный рейтинг       |
| Издание            | Оценка               | Оценка               | Оценка               | Оценка                | Оценка                |
| Издание            | DS                   | PC                   | PS3                  | Wii                   | Xbox 360              |
| ------------------ | -------------------- | -------------------- | -------------------- | --------------------- | --------------------- |
| GameRankings       | 66,25 %              | 81,24 %              | 88,10 %              | 69,25 %               | 88,46 %               |
| Metacritic         | 61 / 100 (7 обзоров) | 80 / 100 (23 обзора) | 88 / 100 (34 обзора) | 71 / 100 (12 обзоров) | 88 / 100 (79 обзоров) |
| Иноязычные издания |                      |                      |                      |                       |                       |
| Издание            | Оценка               | Оценка               | Оценка               | Оценка                | Оценка                |
| Издание            | DS                   | PC                   | PS3                  | Wii                   | Xbox 360              |
| AllGame            |                      | [ 224 ]              | [ 225 ]              | [ 226 ]               | [ 227 ]               |
| IGN                |                      | 9,0 / 10             | 9,0 / 10             | 4,5 / 10              | 9,0 / 10              |
| ONM                | 70 %                 |                      |                      | 71 %                  |                       |

| Сводный рейтинг       | Сводный рейтинг |
| Агрегатор             | Оценка          |
| --------------------- | --------------- |
| MobyRank              | 86 / 100        |
| Иноязычные издания    |                 |
| Издание               | Оценка          |
| 1UP.com               | A-              |
| Eurogamer             | 8 / 10          |
| G4                    | 5 / 5           |
| Game Informer         | 9,00 / 10       |
| GameRevolution        | B               |
| GameSpot              | 8,5 / 10        |
| GameSpy               | [ 241 ]         |
| GamesRadar+           | 9 / 10          |
| GameTrailers          | 9,3 / 10        |
| OXM                   | 9 / 10          |
| TeamXbox              | 9,5 / 10        |
| XboxAddict            | 96,0 %          |
| Русскоязычные издания |                 |
| Издание               | Оценка          |
| 3DNews                | 8 / 10          |
| Absolute Games        | 62 %            |
| «PC Игры»             | 8,0 / 10        |
| PlayGround.ru         | 7,5/10          |
| «Домашний ПК»         | [ 251 ]         |
| gameland.ru           | 7,5 / 10        |
| StopGame.ru           | проходняк       |
| Игры@mail.ru          | 8,5 / 10        |

Игра была названа «Лучшим шутером» на ежегодной церемонии Video Game Awards 2011 года. При вручении награды в этой номинации претендентов и победителя объявлял Чарли Шин.
На церемонии вручения наград 2011 Paris Games Week award игра «Call of Duty: Modern Warfare 3» завоевала звание лучшего шутера года, поделив первое место с игрой «Battlefield 3».
На ресурсе Metacritic игра в версиях для PC, Xbox 360 и Playstation 3 получила от редакции оценки 81/100, 89/100 и 88/100 соответственно, но оценки пользователей не поднялись выше 4 баллов из 10 возможных: 2,0/10, 3,2/10 и 2,8/10 соответственно. Глен Шофилд в своём журнале twitter попросил пользователей пройти и проголосовать за игру (в то время оценка игры в версии для Xbox 360 была 1,7 балла) на сайте ресурса. Глен заметил, что оценка пользователей подозрительно низкая, но попросил игроков быть честными. Позже он удалил это сообщение из своей ленты.
Кирилл Орешкин из StopGame.ru поставил игре оценку «Проходняк», отметив, что хотя в игре и есть несколько запоминающихся уровней, она страдает от плохой стрельбы и отсутствия интерактивности в кат-сценах.
Рецензент сайта 3DNews Артём Терехов, поставивший игре 8 баллов из 10, отметил, что в игре присутствует увлекательный сюжет и хороший кооперативный мультиплеер с разнообразием режимов и карт, при этом подвергнув критике графику и отсутствии свежих идей в игровом процессе.
Порноактриса Ким Холланд, большая поклонница игр серии Call of Duty, приглашённая на презентацию игры в Амстердаме в числе знаменитостей, выразила негодование, когда представители Activision, узнав о роде её занятий, поспешили отменить приглашение со словами: «Трахать как можно больше людей — это здорово, но секс — это грязно». В ответ на это Холланд написала в своём блоге: «Когда люди убивают людей — это здорово, а заниматься любовью — это грязно?» Компания Activision отказалась прокомментировать эту ситуацию.

## Интересные факты
- Любитель LEGO Алекс Коббс (Alex Kobbs) воссоздал дебютный трейлер игры Modern Warfare 3, выполнив всё из конструктора LEGO[260] (на канале YouTube также доступно видео о том, как велась подготовка к съёмке).
- «Call of Duty: Modern Warfare 3» первая игра серии Call of Duty, в которую уже после выпуска игры были добавлены дополнительные уровни престижей (5 дополнительных уровней). Обновление произведено спустя 4 месяца после выхода игры и объясняется большим количеством игроков, достигших максимально возможного престижа (10 уровень)[261].
- В мае 2012 года студия NovaLogic, владелица прав на серию игр Delta Force, подала в суд на Activision за использование принадлежащего им названия в своей игре и логотипа, который повторяет оригинальный стиль логотипа серии игр Delta Force[262]. В июне 2013 года суд постановил, что Activision не копировала стиля серии Delta Force и не нарушала прав обладателей торговой марки Delta Force[263].
- В начале октября 2012 года в игру «Call of Duty: Modern Warfare 3» добавлен режим игры под названием Money in the Denk[264], изобретателем которого является обычный игрок в игры серии Call of Duty. Режим находился на тестировании в Infinity Ward с сентября 2012 года[265].
- В пропагандистском ролике, предназначенном для распространения на территории КНДР, используется фрагмент видео из игры «Call of Duty: Modern Warfare 3»[266]. Спустя несколько дней после публикации ролик был удалён с ресурса YouTube по жалобе со стороны Activision[267].